# Humazo
Se llama humazo al humo denso que se genera quemando combustibles húmedos para entre otras cosas, hacer señales y dar avisos. 
En el ámbito militar se ahumaban las minas por medio de trompas fétidas o incendiando objetos susceptibles de crear un humo espeso y asfixiante. Se usaba para ahuyentar al enemigo que entraba en las obras subterráneas de una plaza o que trabajaba en abrir pasos debajo de la tierra para penetrar en aquella o colocar hornillos para volar sus defensas. 